# هوغو فرايدلاندر
هوغو فرايدلاندر هو شخصية أعمال وسياسي نيوزيلندي، ولد في يناير 1850 في Chodzież ‏ في بولندا، وتوفي في 1 أكتوبر 1928 في Remuera ‏ في نيوزيلندا.